# 上山和人
上山 和人（かみやま かずと、1929年11月25日 - 2010年8月13日）は、日本の政治家、元参議院議員(社会民主党)。

## 来歴
鹿児島県薩摩郡川内町（のちの川内市、現薩摩川内市）出身。1954年鹿児島大学教育学部卒。
鹿児島県高教組委員長を経て、1986年の第14回参議院議員通常選挙で鹿児島県選挙区から日本社会党公認で立候補するが落選。1992年の第16回参議院議員通常選挙で再出馬し当選。1998年の第18回参議院議員通常選挙では無所属で立候補したが落選した。
2010年8月13日、肺炎のため死去。